# Eyes Wide Open (Twice)
Eyes Wide Open è il quarto album in studio (secondo in lingua coreana) del gruppo musicale sudcoreano Twice, pubblicato il 26 ottobre 2020 dalla JYP Entertainment e dalla Republic Records.

## Tracce
1. I Can't Stop Me – 3:25
2. Hell in Heaven – 2:59
3. Up No More – 3:34
4. Do What We Like – 2:59
5. Bring It Back – 3:28
6. Believer – 3:16
7. Queen – 3:13
8. Go Hard – 3:01
9. Shot Clock – 3:29
10. Handle It – 2:51
11. Depend on You – 3:18
12. Say Something – 4:07
13. Behind the Mask – 3:38

Note
- Hell in Heaven contiene un campione dal lungometraggio Eyes in the Night (1942).

## Classifiche

### Classifiche settimanali
| Classifica (2020-21) | Posizione massima |
| -------------------- | ----------------- |
| Belgio (Fiandre)     | 176               |
| Corea del Sud        | 2                 |
| Finlandia            | 41                |
| Giappone             | 3                 |
| Stati Uniti          | 72                |
| Ungheria             | 40                |

### Classifiche di fine anno
| Classifica (2020) | Posizione |
| ----------------- | --------- |
| Corea del Sud     | 18        |
| Giappone          | 44        |